# Coelometopon leleupi
Coelometopon leleupi är en skalbaggsart som beskrevs av Emile Janssens 1972. Coelometopon leleupi ingår i släktet Coelometopon och familjen vattenbrynsbaggar. Inga underarter finns listade i Catalogue of Life.